# Amphorella melampoides
Amphorella melampoides là một loài air-breathing land snail, a terrestrial pulmonate gastropoda mollusca thuộc họ Ferussaciidae.
Nó là loài đặc hữu của Madeira, Portugal.